# Conus asprella
Conus asprella é uma espécie de gastrópode do gênero Conus, pertencente a família Conidae.